# 틴 비트
틴 비트(Teen Beat)는 1967년부터 2007년경까지 발행된 청소년 독자를 대상으로 한 미국의 잡지이다.
잡지는 그 역사 동안 존 트라볼타, 데이비드 캐시디, 레이프 개릿, 메누도, 마이클 J. 폭스, 데비 깁슨, 코리 듀오(펠드먼과 헤임), 몰리 링월드, 톰 크루즈, 뉴 키즈 온 더 블록, 조너선 테일러 토머스, 데번 사와, 조너선 브랜디스, 그리고 최근에는 핸슨, 리키 마틴, 레오나르도 디카프리오, 백스트리트 보이스, 엔싱크, 힐러리 더프, 마이클 잭슨, 레이븐시몬, 린제이 로한 등 수많은 십대 아이돌이 표지를 장식했다.

## 출판 역사
1967년 8월에 처음 발행된 이 잡지는 1956년에 창간된 자매지 16 매거진과 1965년에 처음 발행된 타이거 비트에 이어 나왔다.
틴 비트는 1967년부터 1985년경까지 스털링스 아이디얼 퍼블리싱 컴퍼니(Sterling's Ideal Publishing Company)의 일부였던 기간을 포함하여 스털링스 매거진스(Sterling's Magazines)에서 발행되었다. (스털링스는 메탈 에지/Metal Edge, 메탈 매니악스/Metal Maniacs, 컨트리 뮤직 스페셜/Country Music Special 등도 발행했다.) 1980년대 중반, 스털링스의 '아이디얼 틴 매거진스'(Ideal teen magazines)인 틴 비트, 타이거 비트, 슈퍼 틴, 슈퍼 틴의 라우드마우스는 맥패든 퍼블리케이션즈에 인수되었다. 1985년에 마이클 리벤이 틴 비트의 발행인이었다.
1990년대 중반에는 전체 십대 잡지 시장이 침체기를 겪었다. 1998년, 해당 대기업의 청소년 음악 출판물 라인업은 프리미디어에 매각되었다. 2001년, 매년 최대 12개의 잡지를 발행하던 프리미디어는 연간 발행 잡지 수를 4개로 줄이기로 결정했으며, 16, 타이거 비트, 틴 비트, 그리고 BOP 매거진을 유지하기로 했다. 2001년 10월, 틴 비트의 발행 빈도는 분기별로 변경되었다.
틴 비트는 2007년경 발행을 중단했다.